# Jimmy Iovine
James "Jimmy" Iovine (New York, 11 maart 1953), ook wel bekend als Jimmy "Shoes" Iovine, is een Amerikaanse muziekproducent en ondernemer. Hij is voorzitter van het platenlabel Interscope-Geffen-A&M. Hij richtte in 1990 samen met Ted Field Interscope Records op.
Iovine begon zijn carrière als geluidstechnicus in de jaren zeventig toen hij met John Lennon en Bruce Springsteen werkte. Hij heeft albums geproduceerd voor U2, Tom Petty & the Heartbreakers, Stevie Nicks, Simple Minds, Dire Straits, Patti Smith en Golden Earring.
Hij bracht een demo van rapper Eminem ten gehore van de hiphopproducent Dr. Dre, die met hem een platencontract afsloot bij zijn label Aftermath Entertainment. In 2002 produceerde Iovine de film 8 Mile, met Eminem in de hoofdrol. Drie jaar later produceerde hij een autobiografische film van 50 Cent, Get Rich or Die Tryin'.
In 2008 richtte Iovine met Dr. Dre Beats Electronics op; dit bedrijf, dat zich specialiseert in audioapparatuur, werd zes jaar later voor 3 miljard US dollar aan Apple verkocht. 

## Privé
Iovine was getrouwd met auteur en voormalig model Vicki Iovine en heeft vier kinderen.

## Discografie (selectie)
Bij alle onderstaande platen is Iovine als muziekproducent betrokken, tenzij anders aangegeven.
1974
- Kansas - Kansas (opnametechnicus)
- Harry Nilsson - Pussy Cats (opnametechnicus)
- John Lennon - Walls and Bridges (opnametechnicus)

1977
- Meat Loaf - Bat Out of Hell (opnametechnicus)

1978
- Patti Smith Group - Easter
- Golden Earring - Grab It for a Second
- Bruce Springsteen - Darkness on the Edge of Town (opnametechnicus)

1979
- Tom Petty & the Heartbreakers - Damn the Torpedoes
- Robert Fleischman - Perfect Stranger

1980
- The Motors - Tenement Steps
- Dire Straits - Making Movies
- Graham Parker - The Up Escalator
- Bruce Springsteen - "Drive All Night" (van The River)

1981
- Stevie Nicks - Bella Donna
- Stevie Nicks met Tom Petty & the Heartbreakers - "Stop Draggin' My Heart Around"
- Tom Petty & the Heartbreakers - Hard Promises

1982
- Tom Petty & the Heartbreakers - Long After Dark
- Bob Seger and the Silver Bullet Band - The Distance

1983
- Stevie Nicks - The Wild Heart
- U2 - Under a Blood Red Sky

1984
- Dan Hartman - I Can Dream About You
- Joan Jett & the Blackhearts - Glorious Results of a Misspent Youth
- Face to Face - Face to Face

1985
- Meat Loaf - Dead Ringer
- Lone Justice - Lone Justice
- Simple Minds - Once Upon a Time
- Stevie Nicks - Rock a Little
- Tom Petty & the Heartbreakers - Southern Accents

1986
- Lone Justice - Shelter
- John Lennon - Menlove Ave.

1987
- Trashing Doves - Bedrock Vice
- Maria Vidal - Maria Vidal
- Alison Moyet - Raindancing
- Gene Love Jezebel - The House of Dolls

1988
- U2 - Rattle & Hum
- The Jeff Healey Band - See the Light
- Patti Smith - Dream of Life
- Shakespear's Sister - Sacred Heart

1989
- Eurythmics - We Too Are One

1990
- Boom Crash Opera - These Here Are Crazy Times

1992
- Tracy Chapman - Matters of the Heart

1993
- Robin Zander - Robin Zander

2003
- Enrique Iglesias - Seven